# Willard Duncan Vandiver
Willard Duncan Vandiver (* 30. März 1854 bei Moorefield, Hardy County, Virginia; † 30. Mai 1932 in Columbia, Missouri) war ein US-amerikanischer Politiker. Zwischen 1897 und 1905 vertrat er den Bundesstaat Missouri im US-Repräsentantenhaus.

## Werdegang
Im Jahr 1857 kam der im heutigen West Virginia geborene Willard Vandiver mit seinen Eltern in das Boone County in Missouri, wo sich die Familie auf einer Farm niederließ. Dort besuchte er später die öffentlichen Schulen. 1872 zog er nach Fayette. Bis 1877 studierte er am dortigen Central College; daran schloss sich ein Jurastudium an. In den folgenden Jahren arbeitete Vandiver im Schuldienst. Zwischen 1877 und 1880 unterrichtete er am Bellevue Institute in Caledonia naturwissenschaftliche Fächer. Von 1880 bis 1889 leitete er diese Schule. Im Jahr 1889 erhielt er einen Lehrstuhl für Naturwissenschaften an der State Normal School in Cape Girardeau; von 1893 bis 1897 leitete er auch diese Bildungsanstalt. Gleichzeitig begann er als Mitglied der Demokratischen Partei eine politische Laufbahn. In den Jahren 1896, 1898, 1918 und 1920 war er Delegierter auf den regionalen demokratischen Parteitagen in Missouri. 1918 fungierte er als dessen Präsident.
Bei den Kongresswahlen des Jahres 1896 wurde Vandiver im 14. Wahlbezirk von Missouri in das US-Repräsentantenhaus in Washington, D.C. gewählt, wo er am 4. März 1897 die Nachfolge von Norman Adolphus Mozley antrat. Nach drei Wiederwahlen konnte er bis zum 3. März 1905 vier Legislaturperioden im Kongress absolvieren. In diese Zeit fiel der Spanisch-Amerikanische Krieg von 1898. Bekannt wurde Vandiver auch durch eine Rede, die er 1899 im Repräsentantenhaus hielt und in der er Volksnähe demonstrierend sagte: „I come from a state that raises corn and cotton and cockleburs and Democrats, and frothy eloquence neither convinces nor satisfies me. I am from Missouri. You have got to show me.“ („Ich komme aus einem Staat, der Mais und Baumwolle produziert, Kletten und Demokraten, und schäumende Eloquenz überzeugt mich weder, noch befriedigt sie mich. Ich komme aus Missouri. Sie müssen es mir zeigen.“) Die bereits ältere Redewendung wurde durch Vandiver so populär, dass Missouri den Spitznamen „Show Me State“ erhielt.
Im Jahr 1904 verzichtete er auf eine weitere Kandidatur. Zwischen 1905 und 1909 war Vandiver Versicherungsbeauftragter des Staates Missouri. Danach war er in den Jahren 1910 bis 1912 Vizepräsident einer Lebensversicherungsgesellschaft. Während der Präsidentschaft von Woodrow Wilson war er von 1913 bis 1921 stellvertretender Treasurer of the United States. Danach zog er auf eine Farm in der Nähe von Columbia, wo er in der Landwirtschaft tätig wurde. Außerdem hielt er Vorlesungen. Willard Vandiver starb am 30. Mai 1932 in Columbia.